# Marka (Sprache)
Marka ist eine Manding-Sprache Westafrikas, die in Burkina Faso und Mali gesprochen wird.
Sie erleidet zurzeit einen Sprecherschwund, da ihre ursprünglichen Muttersprachler in der Schule ausschließlich das Französische erlernen und keine Möglichkeit haben, muttersprachlichen Unterricht sowie Unterricht über ihre Muttersprache zu haben.